# ویلیام گاس

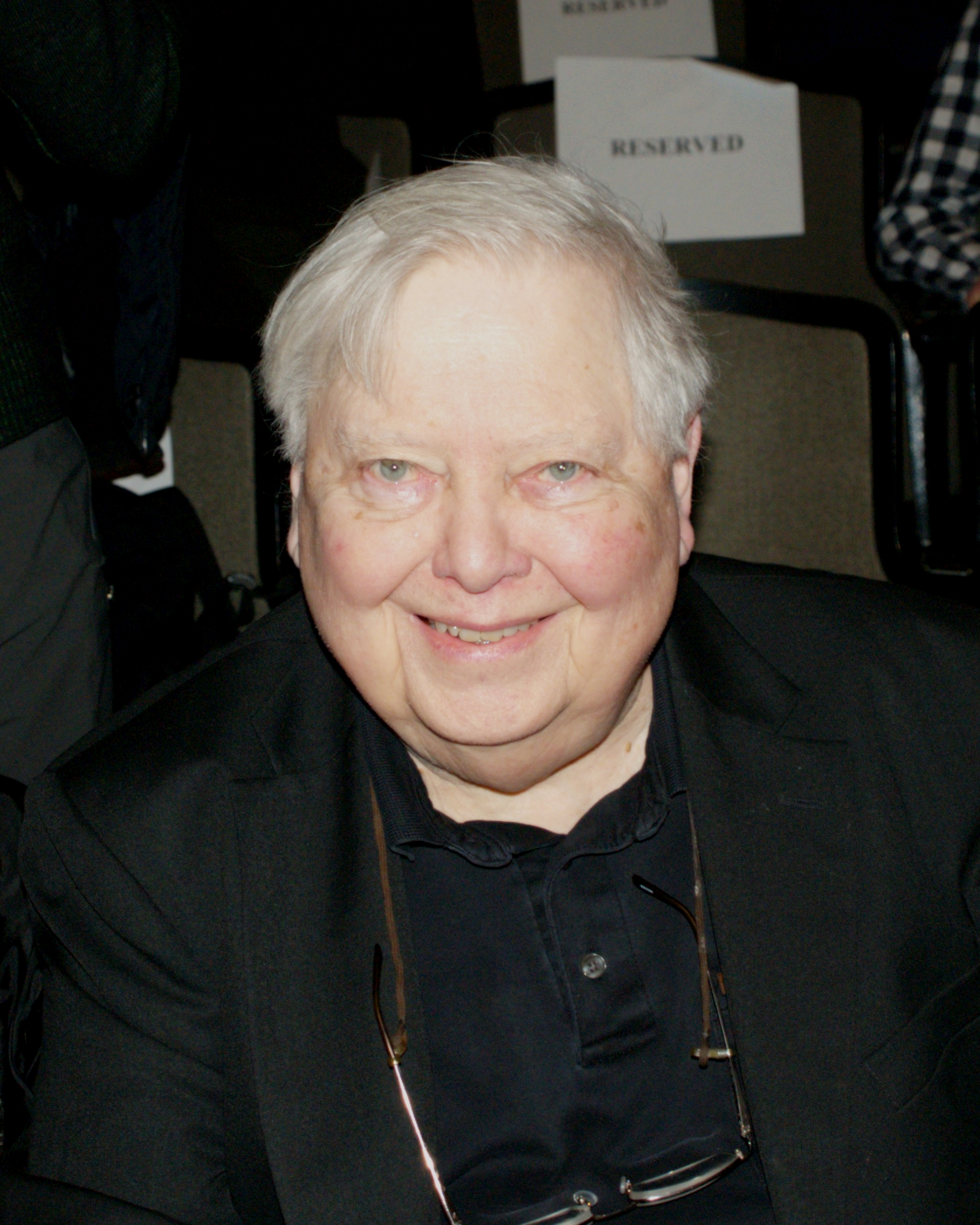
ویلیام گاس در نمایشگاه بین‌المللی کتاب در سال ۲۰۱۰

ویلیام هوارد گاس (به انگلیسی: William Howard Gass) (زاده ۳۰ ژوئیه ۱۹۲۴ در فارگو، داکوتای شمالی - درگذشته: ۶ دسامبر ۲۰۱۷) داستان‌نویس، منتقد ادبی و استاد فلسفه اهل آمریکا بود.
گاس مدرک دکترای فلسفه خود را در ۱۹۵۴ از دانشگاه کرنل دریافت کرد و در سال ۲۰۰۰ پروفسور بازنشسته دانشگاه واشینگتن در سنت لوییس شد. او ۵ دکترای افتخاری نیز دریافت کرده‌است.
او سه رمان، سه مجموعه داستان کوتاه، یک مجموعه رمان کوتاه و هفت جلد مجموعه مقالات خود را به چاپ رسانده که سه تای آن‌ها برنده جایزهٔ حلقهٔ ملی منتقدان کتاب شده و یکی، «معبد متن‌ها» جایزه ترومن کاپوتی برای نقد ادبی را برده‌است. رمان «تونل» (۱۹۹۵) او هم جایزه کتاب آمریکایی را دریافت نموده‌است.
وی در ۶ دسامبر ۲۰۱۷ پس از ۹۳ سال و ۱۳۰ روز زندگی درگذشت.